# Pierre-Luc Miville
Pour les articles homonymes, voir Miville.
 (juin 2021).
La mise en forme du texte ne suit pas les recommandations de Wikipédia : il faut le « wikifier ».
Les points d'amélioration suivants sont les cas les plus fréquents :
- Les titres sont pré-formatés par le logiciel. Ils ne sont ni en capitales, ni en gras.
- Le texte ne doit pas être écrit en capitales (les noms de famille non plus), ni en gras, ni en italique, ni en « petit »…
- Le gras n'est utilisé que pour surligner le titre de l'article dans l'introduction, une seule fois.
- L'italique est rarement utilisé : mots en langue étrangère, titres d'œuvres, noms de bateaux, etc.
- Les citations ne sont pas en italique mais en corps de texte normal. Elles sont entourées par des guillemets français : « et ».
- Les listes à puces sont à éviter, des paragraphes rédigés étant largement préférés. Les tableaux sont à réserver à la présentation de données structurées (résultats, etc.).
- Les appels de note de bas de page (petits chiffres en exposant, introduits par l'outil «  Source ») sont à placer entre la fin de phrase et le point final[comme ça].
- Les liens internes (vers d'autres articles de Wikipédia) sont à choisir avec parcimonie. Créez des liens vers des articles approfondissant le sujet. Les termes génériques sans rapport avec le sujet sont à éviter, ainsi que les répétitions de liens vers un même terme.
- Les liens externes sont à placer uniquement dans une section « Liens externes », à la fin de l'article. Ces liens sont à choisir avec parcimonie suivant les règles définies. Si un lien sert de source à l'article, son insertion dans le texte est à faire par les notes de bas de page.
- La présentation des références doit suivre les conventions bibliographiques. Il est recommandé d'utiliser les modèles {{Ouvrage}}, {{Chapitre}}, {{Article}}, {{Lien web}} et/ou {{Bibliographie}}. Le mode d'édition visuel peut mettre en forme automatiquement les références.
- Insérer une infobox (cadre d'informations à droite) n'est pas obligatoire pour parachever la mise en page.

Pour une aide détaillée, merci de consulter Aide:Wikification.
Si vous pensez que ces points ont été résolus, vous pouvez retirer ce bandeau et améliorer la mise en forme d'un autre article.
Pierre-Luc Miville est un réalisateur québécois. Il est surtout connu pour avoir réalisé la série télévisée québécoise Top Dogs: Homicides.

## Biographie

### Enfance
Pierre-Luc Miville est né à Québec. Il déménage à l'âge de 8 ans à Montevideo en Uruguay où il fréquentera l'école Uruguyan American School durant deux ans. De retour au Québec, sa famille s'installe à Boucherville en 2000. Il habite maintenant Montréal.

### Études
Après des études collégiales en Sciences Pures, Pierre-Luc Miville s'est inscrit en Études cinématographiques à l'Université de Montréal et a terminé son baccalauréat en Communication Studies à l'Université Concordia. 
C'est durant ses études qu'il commencera à réaliser des courts-métrages et capsules web. Son premier projet notable, Charest Contre-Attaque, critiquant la gestion de la Grève étudiante québécoise de 2012 par le gouvernement a été largement repris par les médias.

### Vie professionnelle
Débutant comme vidéaste pour le grand défi Pierre Lavoie en 2011, Pierre-Luc Miville a accédé au poste de réalisateur pour l'organisme en 2012, s'occupant de la gestion des diverses équipes de productions sur les différents événements en simultané, dont l'événement phare, le 1000KM. 
Grâce à ses vidéos parodiques d'actualités, il s'est rapidement fait repérer par des humoristes pour réaliser leurs capsules et publicités, notamment François Bellefeuille.   
En 2015, Pierre-Luc Miville co-fonde avec ses associés l'agence Koze, une agence de publicités et boîte de production. Il y produira de nombreuses séries, publicités et capsules, dont certaines seront nommées au Gala Les Olivier. En 2017, il réalise la vidéo d'ouverture du spectacle pour le 150e anniversaire du Canada, animé par Justin Trudeau. La vidéo sera diffusée sur la colline parlementaire. En 2021, il reprend la réalisation de la vidéo d'ouverture de la fête du Canada. 
En 2020, il réalise la série Top Dogs : Homicides laquelle remportera entre autres l'Olivier pour Série web humoristique de l'année,.
En 2022, Pierre-Luc Miville réalise la websérie Vidanges,.